# Хиброн (Индијана)
Хиброн (енгл. Hebron) град је у америчкој савезној држави Индијана.

## Демографија
По попису из 2010. године број становника је 3.724, што је 128 (3,6%) становника више него 2000. године.
| Група             | 2000.         | 2010.         |
| Белци             | 3.383 (94,1%) | 3.416 (91,7%) |
| Афроамериканци    | 10 (0,3%)     | 40 (1,1%)     |
| Азијати           | 10 (0,3%)     | 14 (0,4%)     |
| Хиспаноамериканци | 148 (4,1%)    | 226 (6,1%)    |
| Укупно            | 3.596         | 3.724         |